# 3세기
3세기는 201년부터 300년까지이다.

## 주요 사건
- 200년 - 조조가 관도대전에서 원소군을 격파하다
- 204년 - 대방군 설치된다.
- 220년 - 후한 왕조가 멸망하고, 위 왕조가 건국되다.
- 2??년   중국에서 나침반이 만들어지다.
- 234년 - 사반왕, 고이왕 즉위.
- 265년 - 서진이 낙랑군을 지배.
- 280년 - 서진이 오나라의 항복을 받아, 중국 재통일하고, 점전법·과전법, 호조식을 공포.
- 285년 - 모용선비가 부여를 침공 해 의려왕이 죽다.
- 286년 - 동부여가 건국 된다.
- 298년 - 기림이사금 즉위.

## 주요 인물
- 셉티미우스 세베루스 로마제국의 황제(145~211)
- 히미코(175경?~248경) - 야마타이코쿠 여왕
- 제갈량 중국 삼국시대 촉의 정치가(181~234)
- 사마염 중국 서진(西晉)의 제1대 황제(재위 265∼290). 중국을 통일함.

## 년대와 년도
| 190년대 | 190 | 191 | 192 | 193 | 194 | 195 | 196 | 197 | 198 | 199 |
| 200년대 | 200 | 201 | 202 | 203 | 204 | 205 | 206 | 207 | 208 | 209 |
| 210년대 | 210 | 211 | 212 | 213 | 214 | 215 | 216 | 217 | 218 | 219 |
| 220년대 | 220 | 221 | 222 | 223 | 224 | 225 | 226 | 227 | 228 | 229 |
| 230년대 | 230 | 231 | 232 | 233 | 234 | 235 | 236 | 237 | 238 | 239 |
| 240년대 | 240 | 241 | 242 | 243 | 244 | 245 | 246 | 247 | 248 | 249 |
| 250년대 | 250 | 251 | 252 | 253 | 254 | 255 | 256 | 257 | 258 | 259 |
| 260년대 | 260 | 261 | 262 | 263 | 264 | 265 | 266 | 267 | 268 | 269 |
| 270년대 | 270 | 271 | 272 | 273 | 274 | 275 | 276 | 277 | 278 | 279 |
| 280년대 | 280 | 281 | 282 | 283 | 284 | 285 | 286 | 287 | 288 | 289 |
| 290년대 | 290 | 291 | 292 | 293 | 294 | 295 | 296 | 297 | 298 | 299 |
| 300년대 | 300 | 301 | 302 | 303 | 304 | 305 | 306 | 307 | 308 | 309 |